# Madacantha nossibeana
Genre
Espèce
Synonymes
- Gasteracantha nossibeana Strand, 1916

Madacantha nossibeana, unique représentant du genre Madacantha, est une espèce d'araignées aranéomorphes de la famille des Araneidae.

## Distribution
Cette espèce est endémique de Nosy Be à Madagascar,.

## Étymologie
Son nom d'espèce lui a été donné en référence au lieu de sa découverte, Nosy Be.

## Publications originales
- Strand, 1916 : Systematische-faunistiche Studien über paläarktische, afrikanische und amerikanische Spinnen des Senckenbergischen Museums. Archiv für Naturgeschichte, vol. 81, no A9, p. 1-153 (texte intégral).
- Emerit, 1970 : À propos de Gasteracantha nossibeana Strand, 1916, type d'un nouveau genre: Madacantha (Araneidae, Argiopidae) (un nouveau cas de vicariance malgache). Bulletin du Muséum national d'histoire naturelle, Paris, vol. 41, no 4, p. 842-853.